# 包茎手術
包茎手術（ほうけいしゅじゅつ）とは、包茎になった陰茎の包皮を切除または切開し、亀頭を露出させる手術。

## 概要
成人型男性器（男性器の成長のTannerの第5段階）の先端部である亀頭部は、平常時に陰茎包皮より露出しているかどうかは個人差があるものの、亀頭包皮と亀頭の癒着、または包皮輪の狭窄のために勃起時においてもこれが露出しない場合は、包茎と呼ばれる一種の症状として扱われる。衛生上問題がある場合や、痛みにより性行為が不能である場合においては本手術がなされる場合がある。
また、日本においては平常時は包皮に隠れているものの、勃起時には問題なく亀頭が露出する場合を俗に「仮性包茎」と呼ぶが、大方において手術の必要はない。だが、審美的な問題など本人が希望し、美容整形としての手術をする場合がある。本稿においても以下、この場合を「仮性包茎」と称して説明を続けるが、単に「包茎」とした場合にはこの状況は含めないものとする。
なお、21世紀初頭現在においても、地球上の一部の宗教・民俗において（先進国ではアメリカが著しい）、乳幼児期に必ずしも医学的、科学的でない何らかの事情により包茎手術が行われる場合があり、これを割礼と呼ぶ。割礼は必ずしも包茎手術に類するものに限らず、女児に対し行われる場合もあるため、詳しくは当該項目を参照。

## 様々な包茎

### 後天性包茎
包茎の原因は、半粘膜状の包皮内板と亀頭部の癒着が原因となっている場合と、包茎輪の径が小さく、勃起時にこれが反転し亀頭が露出することが叶わない場合がある。前者は後天性包茎ともされ、軽度なものであれば、洗浄や器具での剥離、軟膏による潤滑、サルファ剤など局所ステロイド剤塗布によって包皮を反転させることが可能となる場合がある。原因としては炎症、性病、恥垢のたまりすぎなどが考えられ、直接的な因果関係は明らかではないが、様々な付随症状の可能性が指摘されている。

### 仮性包茎と手術
亀頭が露出するだけの包皮輪径のある仮性包茎の場合、多くは手術は不要である。また、日本においては本人がコンプレックス（コンプレックス産業も参照）や諸問題（性行為時の問題や陰毛の巻き込みなど）からの解放を求める場合などに手術を行う場合がある。
　その他炎症や恥垢の著しい場合は尿路感染症、陰茎がんなどが懸念されるため、医師の診察のもと手術が行われる場合もある。
背面切開術は切除ではなく文字通り切開術であり、包皮輪を切り拡げるとも言える。尿道口より亀頭背面への有溝消息子(ゾンデ)を挿入、もしくは鉗子による牽引などの後、メスまたは鋏で亀頭背面の包皮をまっすぐ縦に切開し、左右に切り開く形を取る。その後、左右各々の包皮の内板と外板を縫合する、比較的程度の低い包茎に適用される術式である。ただし近年この術式は、包皮の変形を起こしやすいとして敬遠されつつある。

### 小児と包茎
幼児期に陰茎が真性包茎状態であることは非常にありふれており、成長に従って亀頭の露出が可能になる場合が多く、具体的には今村らの報告 (1997, 日本)によれば乳児で88.5%であった包茎が、3歳時には35.0%にまで低下。Chaoの報告 (2009, 中国)では12か月時点で99.7%であった包茎が、11 - 18歳では6.81%に減少している。従って、早急な治療が行われることはない。ただし、排尿困難や炎症などの症状が見られた場合や、嵌頓包茎が戻らなくなってしまった場合などには、手術による根治が必要である。なお、北米では1999年に至っても60%程度の男児が新生児期に包茎手術的行為の対象とされているが、米国小児学会もこれについては推奨していない。
また、局所ステロイド剤塗布療法が包皮を薄くし包皮の反転に寄与することが明らかになりつつあり、五十嵐 (2011)で紹介されている各種報告では、低くとも65%、高いものでは95%の有効率が示されている。さらに、手術には合併症はつきものである上に、陰茎に異常のある患者についてあまりに早く余剰の包皮を切除してしまうと、のちに包皮を利用した整復等が行いにくくなってしまうため、特に乳幼児についてはその他の異常についても十分な鑑別の上で手術の是非を判断することが望ましい。

## 術式
手術は局所麻酔下で行われ、大きく背面切開術(dorsal incision, slit)と、環状切除術(circumcision)に分けられる。軽度なものには背面切開術が、重度なものには環状切除術が適用されることが多い。なお、包皮内板を切除する術式については、快感が損なわれる可能性が指摘される。
手術は日帰り手術も可能であるが、特に小児では創部の安静のため、2 - 3日間の入院が得られれば、それが望ましい。また、原則的には局所麻酔で良いが、乳幼児の場合には全身麻酔下での手術が行われる。
実際の手術においてはまず、亀頭と包皮内側の癒着を慎重に剥離する。いずれの術式においても陰茎小帯を傷つけない事に注意を要する。動脈が通っているため、周辺部は比較的出血が多い。

### 背面切開・環状切除術
この術式は、余剰包皮の切除範囲の決定が容易とされる。包皮の尿道口に当たる部分から鋏を挿入し、包皮の背側、腹側、各々を縦にまっすぐ切り開く。
続いて、2対の鉗子で切り開いた背部、腹部の包皮をそれぞれ左右に蝶の様に拡げ、できるだけ対象に、陰茎の断面に沿って余剰包皮を環状に切除する。
これにて包皮の内板と外板が、亀頭側と陰茎根部側に二分され残るので、両者を全周に渡って縫合する。参考文献によれば成人男性の場合、360度で8針が目安となる。通常、吸収性の縫合糸が使用され、抜糸の必要はない。

### 環状切除術
包皮先端を鉗子で把持し牽引し、包皮内部の亀頭はできるだけ後方へ押し戻す。しかる後に2本の直コッヘル鉗子で余剰包皮を挟み込み、この間を切断、除去する。
小児に施術する例では、包皮先端に糸をかけ皮膚ペンでデザインし外板を切開、そののちに亀頭に糸をかけ牽引しながら内板を切開、この間の包皮を剥離・除去するという方法もある。
いずれにしてもこの際、背部は短めに、腹部は長めに包皮を残すことが肝要である。
この後にやはり、二分された包皮を縫合する。この術式は最も容易であるが、比較的、切除すべき包皮の長さを決定しにくいという欠点と、前述のとおり包皮内板を多く切除するため快楽が減少する危険性が指摘されている。
以上の説明は鉗子で挟み込んだ間を切除している例であるが、包茎手術用に作られた特殊な器具で余剰包皮をクランプし切除する術式もある。

### 陰茎根部での環状切除術
余剰包皮を、陰茎先端に近い包皮輪近辺でなく、陰茎根部で切除する術式で、包皮輪の径に問題のない、いわゆる仮性包茎などがその適用である。亀頭付近に手を加えない上に傷跡が陰毛に隠れるため審美性に優れ、縫合創が尿で汚染される心配も少なく、出血も少ない傾向がある。
手術の手順としては、まず包皮を反転させ亀頭を露出させつつ、陰茎背部、根部に近い部分の余剰包皮をつまみあげ、根部側と亀頭側、各々に小さく皮膚切開をおき目印とする。次いで、腹部はやはり根部と、それより1,2cm亀頭側に目印を付ける。続いて背部の目印と腹部の目印を浅い皮膚切開で繋いでデザインするが、この術式の場合も、大きく包皮をつまみ上げて目印を付けた背部の方が、大きく切除されることとなる。
次いでこの目印の間の包皮を切除していくのであるが、単純に切除して縫合するだけの上記二術式と異なり、本術式では包皮を白膜から剥離し除去していく作業が陰茎全周に渡って行われるため、比較的複雑な手技を要求される。包皮の除去後はやはり、全周に渡って、二分された包皮を縫合する。

### 嵌頓包茎に対する応急的背面切開術
嵌頓包茎(かんとんほうけい)が戻らなくなった際には、基本的には亀頭を圧迫しできるだけ虚血させてから包皮輪に押し込み再反転させ、平常時への整復が試みられる。だがそれが不可能な場合には、穿針などによってできるだけ浮腫を縮小した後に、向かって後方から包皮輪の下に有溝消息子を挿入し、メスなどにて切開を行う。これは緊急的に行われるもので、症状が安定した後に改めて適切な包茎手術を行う。壊死を来す可能性があるため、患者が独力で整復できない場合は、専門医による処置が必要である。

## 合併症
日本においては包茎手術後に疼痛、腫脹、手術創開創、出血、壊死、勃起障害、射精障害、排尿障害などが生じたとの相談が国民生活センターに寄せられている。

## その他

### 術後
術後には陰茎の勃起を予防するため、卵包ホルモン剤が処方される場合がある。前述の通り、多くは日帰り手術であり、徒歩での帰宅も可能。術後は弾性包帯で圧迫し、抗生物質を処方する。また、術後1か月程度は自慰や性行為を控える必要がある。

### 費用
『まちがいだらけの包茎知識』(2000年)によれば、日本においては健康保険によって費用は診療報酬の3割負担で済み、2万円から3万円程度である。しかしながら仮性包茎や成人型男性器に達する前（男性器の成長のTannerの第1-4段階）は病気とは見なされず、また、一部の保険治療を行っていないクリニックでは自由診療となり、同書によれば費用は十万円から数十万円とされているが、トラブルも多い。